# Egale sparappelboorder
De egale sparappelboorder (Dioryctria sylvestrella) is een vlinder uit de familie Pyralidae, de snuitmotten. De spanwijdte bedraagt tussen de 28 en 35 millimeter.

## Synoniemen
- Dioryctria splendidella

## Waardplanten
De egale sparappelboorder heeft den als waardplant.

## Voorkomen in Nederland en België
De egale sparappelboorder is in Nederland en België een vrij algemene soort. De vlinder kent één generatie die vliegt van juni tot in oktober.